# 圣若泽-达科罗阿格兰迪
圣若泽-达科罗阿格兰迪是巴西伯南布哥州的一个市镇。总面积75平方公里，总人口17112人，人口密度228.2人/平方公里。